# Tro Bro Leon 2019
La 36e édition du Tro Bro Leon a lieu le 22 avril 2019. La course fait partie du calendrier UCI Europe Tour 2019 en catégorie 1.1. C'est également la huitième épreuve de la Coupe de France de cyclisme sur route 2019.

## Présentation

### Équipes
Classé en catégorie 1.1 de l'UCI Europe Tour, le Tro Bro Leon est par conséquent ouvert aux WorldTeams dans la limite de 50 % des équipes participantes, aux équipes continentales professionnelles, aux équipes continentales et aux équipes nationales.
Vingt équipes participent à ce Tro Bro Leon : deux WorldTeams, onze équipes continentales professionnelles et sept équipes continentales.
| WorldTeams (2)- AG2R La Mondiale - Groupama-FDJ Équipes continentales professionnelles (11)- Total Direct Énergie - Wanty-Groupe Gobert - Euskadi Basque Country-Murias - Arkéa-Samsic - Androni Giocattoli-Sidermec - Delko-Marseille Provence - Israel Cycling Academy - Vital Concept-B&B Hotels - Wallonie Bruxelles - Riwal Readynez - Cofidis, Solutions Crédits Équipes continentales (7)- Saint Michel-Auber 93 - Natura4Ever-Roubaix Lille Métropole - Tarteletto-Isorex - Madison Genesis - EvoPro Racing - Amore & Vita-Prodir - Interpro Cycling Academy |
| |

## Classement final
| \| Classement général \| Classement général \| Classement général \| Classement général \| Classement général \| \| Coureur \| Coureur \| Pays \| Équipe \| Temps \| \| ------------------ \| ------------------- \| ------------------ \| --------------------------- \| ------------------ \| \| 1er \| Andrea Vendrame \| Italie \| Androni Giocattoli-Sidermec \| 5 h 00 min 20 s \| \| 2e \| Baptiste Planckaert \| Belgique \| Wallonie Bruxelles \| + 0 s \| \| 3e \| Emil Vinjebo \| Danemark \| Riwal Readynez \| + 0 s \| \| 4e \| Romain Hardy \| France \| Arkéa-Samsic \| + 0 s \| \| 5e \| Lilian Calmejane \| France \| Total Direct Énergie \| + 0 s \| \| 6e \| Marc Sarreau \| France \| Groupama-FDJ \| + 0 s \| \| 7e \| Mickaël Delage \| France \| Groupama-FDJ \| + 0 s \| \| 8e \| Kévin Le Cunff \| France \| Saint Michel-Auber 93 \| + 0 s \| \| 9e \| Anthony Delaplace \| France \| Arkéa-Samsic \| + 0 s \| \| 10e \| Frederik Backaert \| Belgique \| Wanty-Gobert \| + 3 s \| |                     |          |                             |                 |
| |                     |          |                             |                 |
| Source : ProCyclingStats |                     |          |                             |                 |
| Classement général |                     |          |                             |                 |
| Coureur | Coureur             | Pays     | Équipe                      | Temps           |
| 1er | Andrea Vendrame     | Italie   | Androni Giocattoli-Sidermec | 5 h 00 min 20 s |
| 2e | Baptiste Planckaert | Belgique | Wallonie Bruxelles          | + 0 s           |
| 3e | Emil Vinjebo        | Danemark | Riwal Readynez              | + 0 s           |
| 4e | Romain Hardy        | France   | Arkéa-Samsic                | + 0 s           |
| 5e | Lilian Calmejane    | France   | Total Direct Énergie        | + 0 s           |
| 6e | Marc Sarreau        | France   | Groupama-FDJ                | + 0 s           |
| 7e | Mickaël Delage      | France   | Groupama-FDJ                | + 0 s           |
| 8e | Kévin Le Cunff      | France   | Saint Michel-Auber 93       | + 0 s           |
| 9e | Anthony Delaplace   | France   | Arkéa-Samsic                | + 0 s           |
| 10e | Frederik Backaert   | Belgique | Wanty-Gobert                | + 3 s           |

### UCI Europe Tour
La course attribue aux coureurs le même nombre des points pour l'UCI Europe Tour 2019 et le Classement mondial UCI.
| Position           | 1er | 2e | 3e | 4e | 5e | 6e | 7e | 8e | 9e | 10e | 11e | 12e | 13e à 15e | 16e à 25e |
| Classement général | 125 | 85 | 70 | 60 | 50 | 40 | 35 | 30 | 25 | 20  | 15  | 10  | 5         | 3         |